# Kung Georgs krig
Kung Georgs krig (1744–1748) var den nordamerikanska krigsskådeplatsen under det österrikiska tronföljdskriget. Det fick sitt namn från Storbritanniens kung Georg II. Efter ett långt mellanspel med en osäker fred och fortsatt kolonial rivalitet började de öppna krigshandlingarna åter 1739, först genom Kriget om kapten Jenkins öra, en huvudsakligen maritim konflikt mellan Storbritannien och Spanien. När Frankrike 1744 inträdde i det Österrikiska tronföljdskriget som Spaniens förbundna spreds kriget i Nordamerika. Kung Georgs krig var det tredje av de fyra fransk-indianska krigen och ägde huvudsakligen rum i New York, Massachusetts, New Hampshire, Nova Scotia och Akadien. Krigets enda framgångsrika större fälttåg var det som organiserades av provinsen Massachusetts och som erövrade den franska fästningen Louisbourg. Vid freden i Aachen 1748 återlämnades Louisbourg till Frankrike i utbyte mot Madras i Indien. Freden medförde inte att några av de koloniala tvistefrågor som existerade mellan Frankrike och Storbritannien löstes.

## Krigshändelser

### Belägringen av Fortet vid Nummer 4
Belägringen av  Fortet vid Nummer 4 ägde rum den 7–9 april 1747 vid dagens Charlestown i New Hampshire. Fortet hade övergivits av dess civila invånare men var besatt av 30 hemvärnsmän. En fransk-abenakisk styrka under befäl av fänrik Joseph Boucher de Niverville omringade fortet, men dess besättning blev varskodd av fortets hundar. När angriparna inte kunde använda sig av överraskningsmomentet kunde fortets besättning avvärja flera försök att antända det. Angriparna avslutade då belägringen och avmarscherade.

## Bilder

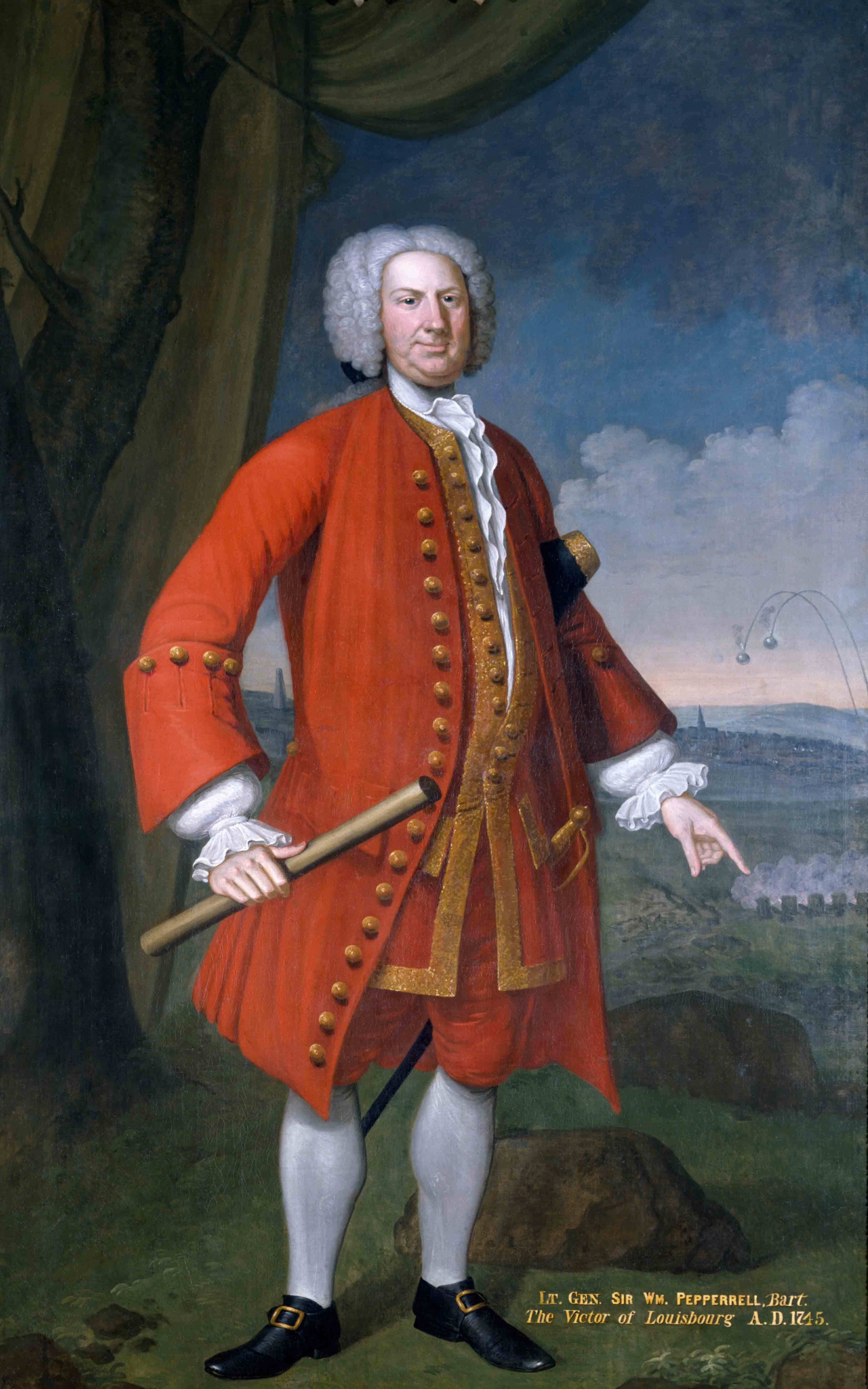
William Pepperell ledde Massachusetts erövring av Louisbourg 1745.